# Burg Alt-Hohensolms
Die Burg Alt-Hohensolms, später auch nur noch Altensolms genannt, ist eine abgegangene Höhenburg auf dem 442,2 m ü. NHN hohen Altenberg südlich der Gemeinde Hohenahr im Lahn-Dill-Kreis in Hessen.

## Geschichte
Die Grafen von Solms errichteten um 1321 auf dem Altenberg ihre Burg (Alt-)Hohensolms zum Schutz ihres Herrschaftsgebietes gegenüber den Landgrafen von Hessen und der benachbarten Burg Königsberg. Alt-Hohensolms wurde erstmals 1323 urkundlich genannt, als sie dem Mainzer Erzbischof Matthias von Buchegg zum Lehen aufgetragen wurde. Die Burg ermöglichte es den Grafen von Solms, den Handelsverkehr nördlich von Wetzlar zu kontrollieren, da in ihrer unmittelbaren Nähe mehrere Fernhandelswege zusammentrafen. Mehrfach beklagte die Reichsstadt Wetzlar Überfälle auf Kaufleute durch Solmser Burgmannen. Es kam zu langjährigen Auseinandersetzungen, in deren Folge die Burg 1328 erstmals erstürmt und 1349 endgültig zerstört wurde. Das Verbot des Wiederaufbaus durch Kaiser Karl IV. umgingen die Grafen von Solms dadurch, dass sie um 1350 ihre neue Burg Hohensolms (auch Neu-Hohensolms) rund zwei Kilometer weiter nördlich auf dem Ramsberg erbauten.

## Anlage
Von der Burg sind heute nur noch Reste der Wall- und Grabenanlagen vorhanden. Prinz Ferdinand von Solms-Hohensolms-Lich ließ in der ersten Hälfte des 19. Jahrhunderts vermutlich aus Steinen der ehemaligen Burg einen Aussichtsturm errichten. Ob der Turm auch auf älteren Fundamenten steht, ist nicht abschließend geklärt.